# Йоахім фон Рор

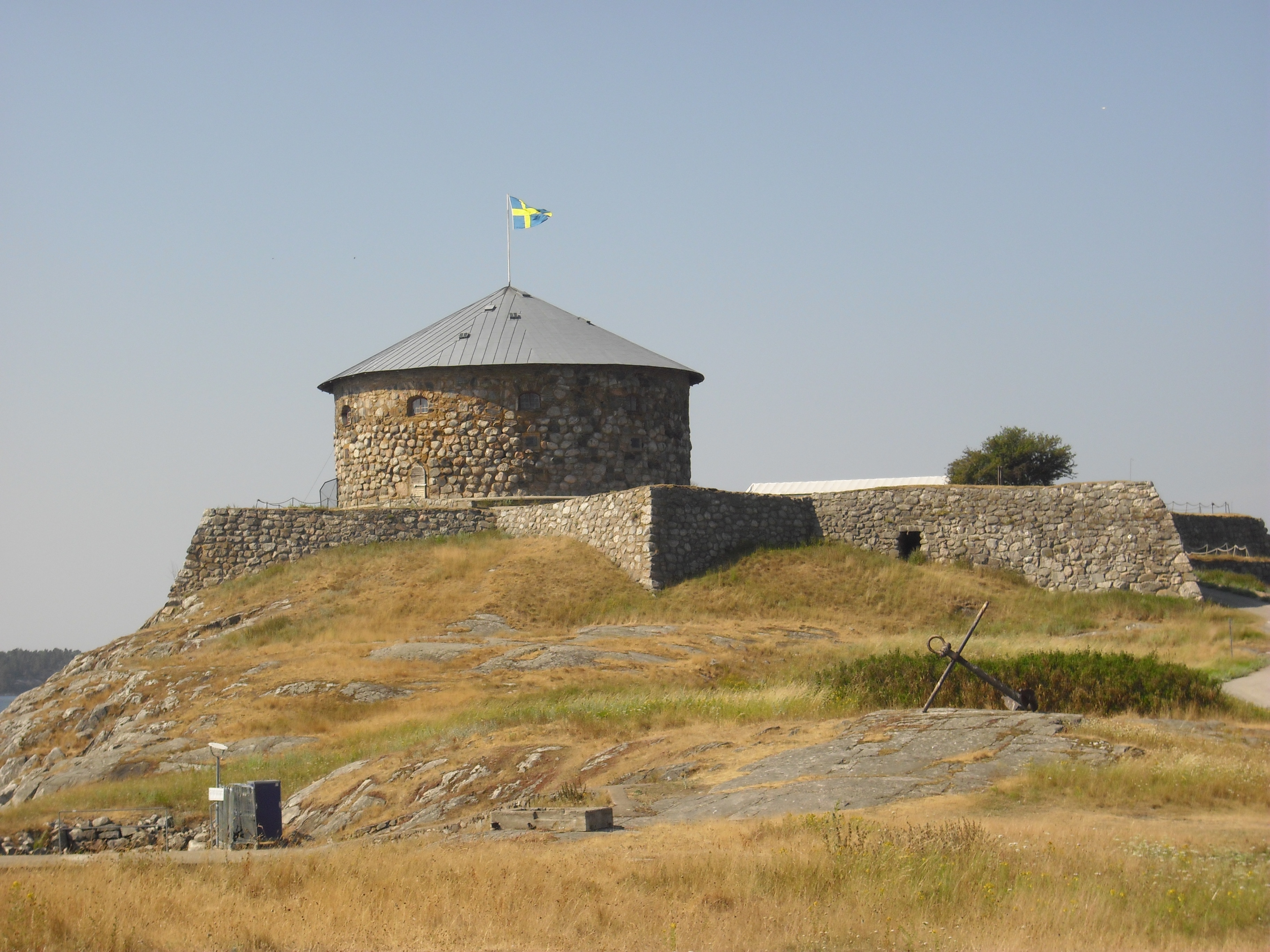
Він був комендантом фортеці Даларо

Йоахім фон Рор (швед. Joachim von Rohr; 23 січня 1678 — 9 вересня 1757) — підполковник Шведської імперії та комендант фортеці Даларо. Учасник Полтавської битви, потрапив у полон і перебував у полоні в Солікамську, Московське царство.

## біографія
Йоахім народився 23 січня 1678 року (за старим стилем) у Швеції. Він був сином Ганса Крістоффера фон Рора (1626—1700), який загинув у битві під Нарвою, і Анна Катаріна Кронман. Анна була донькою Ганса Деттермана Кронмана. Йоахім одружився з Катаріною Шарлоттою Клінгенберг (1680—1758) 4 лютого 1699 року (за старим стилем) у Швеції. Разом вони мали таких дітей:
- Анна Елізабет фон Рор (1700—1744), яка вийшла заміж за Андерса Ербома (1675—1740), який був капітаном шведської армії. Ербом народився в Еребру, Швеція, 9 травня 1675 року. Його батьком був чоловік на ім'я Браск, який був суддею районного суду в Еребру. Андерс приєднався до армії в 1691 році і взяв участь у кампанії під Хумлебеком на Зеландії, датському острові, де розташований Копенгаген, у 1700 році. 7 липня 1701 року він покинув табір і 9 липня 1701 року перетнув річку Дуна в Ризі. Там вони перемогли саксонські війська і взяли близько 700 полонених. Брав участь у битві під Клісовом 7 липня 1702 року та битві під Пултуском 21 квітня 1703 року. Він брав участь у битві під Реуш-Лембергом у 1704 році та битві при Всхові 3 лютого 1706 року, і отримав звання лейтенанта стрілецького полку Ємтланда. Брав участь 4 липня 1708 року в битві під Головчином . Був поранений кулею в обличчя. Куля застрягла в його черепі до кінця життя. Він також брав участь у битві під Лаковіцем. Він був схоплений на річці Дніпро в Україні 1 липня 1709 року і був вивезений до Росії як військовополонений разом з іншими офіцерами після капітуляції під Переволочною. Усіх солдатів стратили, а офіцерів ув'язнили в Росії. Він одружився з Анною Елізабет фон Рор (1701—1744) 5 вересня 1719 року в Солікамську, Росія. У Росії разом Андерс і Елізабет народили першу дитину. Капітан Андерс Ербом помер 25 травня 1740 року і був похований у Редоні, Швеція, 5 червня 1740 року.
- Люсія Доротея фон Рор (1702)
- Лунетта фон Рор II (1704—1764), яка вийшла заміж за барона Густава Адольфа Клодта (1692—1738). Він був сином барона Йохана Адольфа Клодта фон Юргенсбурга
- Гелена фон Рор (1706—1780)
- Ганс Крістоффер фон Рор II (1708—1790)
- Брита Марія фон Рор (1711—1762), яка вийшла заміж за Германа Росса (1707—1777)
- Магнус Йоакім фон Рор (1710—1722)
- Катаріна Шарлотта фон Рор (1714—1784), яка вийшла заміж за Якоба Даніеля Метера (1718—1769)
- Христина Доротея фон Рор (1717—1800)
- Густав Йохан фон Рор (1723—1739)
- Марія Маргарета фон Рор (1725—1778), яка вийшла заміж за Густава Маннерштедта (1713—1756).

Йоахім фон Рор потрапив у полон 28 червня 1709 року під час Полтавської битви перед капітуляцією під Переволочною. Йоахіма разом з дружиною і дочкою відправили в заслання в Сибір. Його первісток, Анна фон Рор, вийшла заміж за Андерса Ербома (1675—1740) у Солікамську. Після закінчення війни Йоахіму та його родині дозволили повернутися до Швеції. Він став комендантом Даларо 23 січня 1743 року і помер 9 вересня 1757 року.

## Предки
| Йоахім фон Рор | батько: Ганс Крістоффер фон Рор | Дідусь по батькові: Георг фон Рор             | Прадід по батькові:                                                         |
| Йоахім фон Рор | батько: Ганс Крістоффер фон Рор | Дідусь по батькові: Георг фон Рор             | Прабабуся по батькові:                                                      |
| Йоахім фон Рор | батько: Ганс Крістоффер фон Рор | Бабуся по батькові:                           |                                                                             |
| Йоахім фон Рор | батько: Ганс Крістоффер фон Рор | Прабабуся по батьківській лінії:              |                                                                             |
| Йоахім фон Рор | мати: Анна Катаріна Кронман     | Дід по материнській лінії: Йоахім Кронман     | Прадід по материнській лінії: Лорд Ханс Деттерман Кронман, Лівеланд, Латвія |
| Йоахім фон Рор | мати: Анна Катаріна Кронман     | Дід по материнській лінії: Йоахім Кронман     | Прабабуся по материнській лінії: Урсула Кордес                              |
| Йоахім фон Рор | мати: Анна Катаріна Кронман     | Бабуся по материнській лінії: Лунетта Макелер | Прадід по материнській лінії: Ганс Макелер, 1-й баронет                     |
| Йоахім фон Рор | мати: Анна Катаріна Кронман     | Бабуся по материнській лінії: Лунетта Макелер | Прабабуся по материнській лінії: Анна Губберц                               |